# Thorectes distinctus
Thorectes distinctus es una especie de coleóptero de la familia Geotrupidae.

## Distribución geográfica
Habita en el norte de  África.